# Live at the Googolplex
Live at the Googolplex è un album dal vivo del gruppo musicale rock statunitense Clutch, pubblicato nel 2003.

## Tracce
1. Who Wants to Rock? – 1:17
2. Pure Rock Fury – 3:15
3. Sea of Destruction – 2:44
4. Immortal – 2:56
5. Careful With that Mic... – 5:25
6. Impetus – 3:28
7. El Jefe Speaks – 3:27
8. Rock and Roll Outlaw – 2:32
9. 12 Ounce Epilogue – 2:13
10. Big News I – 5:31
11. Big News II – 2:44
12. Brazenhead – 5:51
13. The Soapmakers – 4:44
14. Escape from the Prison Planet – 5:52
15. Rats – 2:58

## Formazione
- Neil Fallon – voce, chitarra, tastiere
- Tim Sult – chitarra
- Dan Maines – basso
- Jean-Paul Gaster – batteria